# عبد الله الهرري
عبد الله الهرريّ (1328 - 1429 هـ): هو مؤسس جماعة الأحباش أو جمعية المشاريع الخيرية الإسلامية، يُعرَّف عنه أنه سني أشعري صوفي معادي للسلفيين والوهابيين وللإخوان المسلمين.

## مولده ونشأته
عبد الله بن محمد الهرري، نسبة إلى مدينة هـرر بالحبشة، ولد عبد الله الهرريّ في مدينة هرر في بلاد الحبشة سنة 1328 هـ/ 1910 م. حفظ القرآن وهو قريب من سن العاشرة في أحد كتاتيب باب السلام في مدينة هرر، وأقرأه والده كتاب «المقدمة الحضرمية في فقه السادة الشافعية» للشيخ عبد الله بافضل الحضرمي الشافعي، وكتاب «المختصر الصغير فيما لا بد لكل مسلم من معرفته» وهو كتاب مشهور في بلاده. ثم أخذ عن بعض علماء بلده وما جاورها، وحفظ عددا من المتون في مختلف العلوم الشرعية.
تقلّد الطريقة القادرية فترة من الزمن حتى انتقل إلى الطريقة التجانية وبعد مدة رجع إلى القادرية، ثم تركهما جميعاً وبايع على الطريقة الرفاعية

## شيوخه
أخذ عن والده محمد بن يوسف كما تقدّم، وعن كبير علي شريف القرآن الكريم حفظًا وتجويدًا وترتيلاً وعلم الكلام، لتحرير الشيخ محمد بن عبد السلام الهرري الفقه على الشيخ محمد بن عمر جامع الهرري علم الكلام والفقه الشافعي على الشيخ إبراهيم أحمد الضرير الملقب بالبصير النحو والصرف والبلاغة، والشيخ محمد بن علي الشافعي علم الفلك والميقات. وقرأ على الشيخ يونس عفارة الهر

## رحلاته
جال في أنحاء الحبشة ودخل أطراف الصومال مثل هرگيسا لطلب العلم وسماعه من أهله وله في ذلك رحلات عديدة. تعمق في الفقه الشافعي وأصوله ومعرفة وجوه الخلاف فيه، وكذا الشأن في الفقه المالكي والحنفي والحنبلي. وأولى علم الحديث اهتمامه روايةً ودرايةً فحفظ الكتب الستة وغيرها بأسانيدها وأجيز بالفتوى ورواية الحديث وهو دون الثامنة عشرة. ثم رحل إلى مكة المكرمة حوالي سنة 1369 هـ = 1949 فتعرّف على عدد من علمائها كالشيخ علوي المالكي، والشيخ أمين الكتبي، والشيخ محمد ياسين الفاداني، والشيخ حسن مشاط وغيرهم وربطته بهم صداقة، وحضر على الشيخ محمد العربي التباني، واتصل بالشيخ عبد الغفور الأفغاني النقشبندي فأخذ منه الطريقة النقشبندية.

ورحل بعدها إلى المدينة المنورة واتصل بعدد من علمائها منهم الشيخ محمد بن علي أعظم الصديقي البكري الهندي الأصل ثم المدني الحنفي وأجازه، واجتمع بالشيخ المحدث إبراهيم الختني تلميذ المحدث عبد القادر شلبي وحصلت بينهما صداقة ومودّة ثم لازم مكتبة عارف حكمت والمكتبة المحمودية فبقي في المدينة مجاورًا مدة من الزمن.

ثم رحل إلى بيت المقدس حوالي سنة 1370 هـ = 1950 م ومنه توجه إلى دمشق بعد وفاة محدثها الشيخ بدر الدين الحسني، ثم سكن في جامع القطاط في محلة القيمرية وأخذ صيته في الانتشار فتردد عليه مشايخ الشام وطلبته وتعرف على علمائها واشتهر في الديار الشامية بخليفة الشيخ بدر الدين الحسني وبمحدث الديار الشامية، ثم تنقل في بلاد الشام بين دمشق وبيروت وحمص وحماة وحلب وغيرها من المدن السورية حيث وجد بعض القبول عند بعض مشايخ الطرق الصوفية، ثم انتقل إلى لبنان واستقر في بيروت في منطقة برج أبي حيدر، ثم أخذ يتردد على طرابلس وتزايد أتباعه.

### غربي الحبشة
أخذ في بلد جِمَّه عن الشيخ بشرى گاروكي علم العروض والقوافي، وقرأ على الشيخ عبد الرحمن بن عبد الله الحبشي المعروف بالمصري صحيح مسلم وسنن النسائي كما قرأ عليه مواضع من صحيح ابن حبان والسنن الكبرى للبيهقي و«تدريب الراوي شرح تقريب النووي» للحافظ السيوطي وسمع منه المسلسل بالأولية ثم أجازهن بسائر مروياته، و«غاية الوصول شرح الأصول» للشيخ زكريا الأنصاري، وقرأ على الشيخ أحمد دكو في جرين «جمع الجوامع» للسبكي بشرح المحلي، وأدرك الشيخ إبراهيم القَنبَاري في آخر عمره لما سكن جمه وقرأ عليه «تحفة الطلاب بشرح متن تحرير تنقيح اللباب» للشيخ زكريا الأنصاري[ بحاجة لمصدر]

### شمالي الحبشة
ارتحل إلى رايّة وهي تبعد عن هرر نحو ألف كيلومتر فقرأ على مفتي الحبشة الشيخ محمد سراج الجبرتي سنن أبي داود وابن ماجه وشرح نخبة الفكر في مصطلح أهل الأثر للحافظ ابن حجر العسقلاني وسمع منه المسلسل بالأولية ثم أجازه بسائر مروياته ودخل قرية كدو فقرأ على الشيخ القارئ أبي هدية الحاج كبير أحمد بن عبد الرحمن إدريس الدّوي الكدّي الحسني -وكان يسميه أحمد عبد المطلب- القرآن من طريق الشاطبية وصحيح البخاري وسنن الترمذي وأجازه، ثم دخل أديس أبابا فقرأ على الشيخ داود الجبرتي القارئ شرح الجزرية لزكريا الأنصاري وقراءة عاصم وأبي عمر ونافع و«الدرة المضية في القراءات الثلاث المتممة للعشر» لابن الجزري.

### أثيوبا
اتهم الهراري خلال الفترة من 1940 إلى 1950 بإثارة الفتن ضد المسلمين؛ حيث تعاون مع حاكم إندراجي صهر إمبراطور إثيوبيا «هيلاسيلاسي»، ضد الجمعيات الإسلامية لتحفيظ القرآن بمدينة هرر فيما عرف بفتنة بلاد كُلنب فصدر الحكم على مدير المدرسة إبراهيم حسن بالسجن ثلاثاً وعشرين سنة مع النفي؛ حيث قضى نحبه في مقاطعة جوري بعد نفيه إليها.
ودخل أطراف الصومال مثل هرجيسا لطلب العلم، وساعده ذكاؤه وحافظته العجيبة على التعمق في الفقه الشافعي وأصوله ومعرفة وجوه الخلاف فيه، وكذا الشأن في الفقه المالكي والحنفي والحنبلي

### المدينة
اجتمع في المدينة بالشيخ محمد علي أعظم الصديقي البكري الهندي الأصل ثم المدني فسمع وحضر على الشيخ محمد العربي التباني المكي المالكي في المسجد الحرام الزيادة.

### بلاد الشام
قرأ على الشيخ المقرئ محمود فايز الدير عطاني نزيل دمشق وجامع القراءات السبع أقل من ختمة برواية حفص على وجه قصر المنفصل في المدرسة الكاملية وذلك لما سكن صاحب الترجمة دمشق، وأجازه الشيخ محمد الباقر بن محمد بن عبد الكبير الكتاني نزيل دمشق بسائر مروياته، وقرأ على الشيخ محمد العربي العزوزي الفاسي نزيل بيروت الموطأ وسمع منه الأربعين العجلونية وبعضًا من مسند أحمد والمسلسل بالأولية وأجازه، وتردد على الشيخ محمد توفيق الهبري البيروتي وسمع من لفظه بعضًا من الأربعين العجلونية وأجازه بها.

## إسناده في الطرق الصوفية
أخذ الإجازة بالطريقة الرفاعية من الشيخ محمد علي الحريري الدمشقي، والخلافة من الشيخ عبد الرحمن السبسبي الحموي والشيخ طاهر الكيالي الحمصي. والإجازة بالطريقة القادرية من الشيخ الطيب الدمشقي، والخلافة من الشيخ أحمد البدوي السوداني المكاشفي والشيخ أحمد العربيني والشيخ المعمَّر علي مرتضي الديروي الباكستاني. وأخذ الطريقة الشاذلية من الشيخ أحمد البصير في الحبشة. وأخذ النقشبندية من الشيخ عبد الغفور العباسي المدني النقشبندي والخلافة من الشيخ المعمَّر علي مرتضي الديروي الباكستاني، كما أخذ الخلافة بالطريقة السهروردية والچشتية من الأخير.

## الثناء عليه
أثنى عليه العديد من علماء وفقهاء الشام منهم: الشيخ عبد الرزاق الحلبي إمام ومدير المسجد الأموي بدمشق، والشيخ أبي سليمان سهيل الزبيبي، والشيخ ملا رمضان البوطي، والشيخ أبو اليسر عابدين مفتي سوريا، والشيخ عبد الكريم الرفاعي، والشيخ سعيد طناطرة الدمشقي، والشيخ أحمد الحصري شيخ معرة النعمان ومدير معهدها الشرعي، والشيخ عبد الله سراج الدين الحلبي، والشيخ محمد مراد الحلبي، والشيخ محمد صهيب الشامي مدير أوقاف حلب، والشيخ عبد العزيز عيون السود الحمصي شيخ قراء حمص، والشيخ أبي السعود الحمصي، والشيخ محمود فايز الديرعطاني نزيل دمشق وجامع القراءات السبع فيها، والشيخ عبد الوهاب دبس وزيت الدمشقي، والدكتور الحلواني شيخ القراء في سوريا، والشيخ أحمد الحارون الدمشقي الولي الصالح، والشيخ طاهر الكيالي الحمصي، والشيخ صلاح كيوان الدمشقي، والشيخ عباس الجويجاتي الدمشقي، ومفتي محافظة إدلب الشيخ محمد ثابت الكيالي، ومفتي الرقة الشيخ محمد السيد أحمد، والشيخ نوح القضاة من المملكة الأردنية وغيرهم خلق كثير. 

وكذلك أثنى عليه الشيخ عثمان سراج الدين سليل الشيخ علاء الدين شيخ النقشبندية في وقته، وقد حصلت بينهما مراسلات علمية وأخوية، والشيخ عبد الكريم البيّاري المدرس في جامع الكيلانية ببغداد، والشيخ محمد زاهد الإسلامبولي، والشيخ محمود الحنفي من مشاهير مشايخ الأتراك العاملين الآن بتلك الديار، والشيخان عبد الله وعبد العزيز الغماري مُحْدِثًا الديار المغربية، والشيخ محمد ياسين الفاداني المكي شيخ الحديث والإسناد بدار العلوم الدينية بمكة المكرمة، والشيخ محمود الطش مفتي إزمير، والشيخ المحدث حبيب الرحمن الأعظم والشيخ محمد زكريا الكندهلوي الهنديان والشيخ المحدث إبراهيم الختني نزيل المدينة المنورة وغيرهم خلق كثير.

## الأفكار والمعتقدات
إن افكار فرقة الهررية اللتي تنسب إلى عبد الله الهرري الحبشي ومعتقداتهم تتلخص في الآتي:
1/ المذهب الأشعري في الصفات.
2/ الطرق الصوفية مثل: الرفاعية والنقشبندية.
وقد تصدى للحكم على هذه الطائفة عدد من علماء أهل السنة والجماعة مثل: المحدث الألباني، وأفتى الشيخ عبد العزيز بن باز أن طائفة للأحباش ضالة ورئيسهم عبد الله الحبشي معروف بانحرافه وضلاله، فالواجب مقاطعتهم، وإنكار عقيدتهم الباطلة، وتحذير الناس منهم ومن الاستماع لهم.
وللهرري موقف واضح من أتباع فكر «ابن تيمية» وسيد قطب، من السلفيين والإخوان، ويعتبر أنها من الفرق الضالة، ولقد حارب الوهابية في أحاديثه وكتبه.
وقد عرف عن الهرري تكفيره للعديد من علماء أهل السنة والجماعة، فحكم على شيخ الإسلام ابن تيمية بأنه كافر، وجعل من أول الواجبات على المكلف أن يعتقد كفره ومن اتبعه؛ ولذلك يحذر أشد التحذير من كتبه، كما يرى أن الشيخ محمد بن عبد الوهاب كافر، ويرى أن الشيخ محمد ناصر الدين الألباني كافر كما يقول، في مجلة منار الهدى الحبشية، أيضًا في «كتاب المقالات السنية في كشف ضلالات ابن تيمية».

## مؤلفاته
شغله إصلاح عقائد الناس ومحاربة أهل الإلحاد وقمع فتن أهل البدع والأهواء عن التفرغ للتأليف والتصنيف، ورغم ذلك أعد آثارا ومؤلفات قيمة كثيرة نذكر منها:

### في القرآن وعلومه
- كتاب الدر النضيد في أحكام التجويد، طبع

### علم التوحيد
- نصيحة الطلاب، وهي منظومة رجزية في الاعتقاد مع ذكر بعض الفوائد العلمية والنصائح تقع في ستين بيتا تقريبا، مخطوط.
- الصراط المستقيم في التوحيد، طبع مرات عديدة.
- الدليل القويم على الصراط المستقيم في التوحيد، طبع.
- المطالب الوفية شرح العقيدة النسفية، طبع.
- إظهار العقيدة السنية بشرح العقيدة الطحاوية، طبع.
- الشرح القويم في حل ألفاظ الصراط المستقيم، طبع.
- صريح البيان في الرد على من خالف القرآن، طبع.
- المقالات السنية في كشف ضلالات أحمد بن تيمية، والكتاب في جزئين الأول في أشهر المسائل التي خالف فيها ابن تيمية إجماع الأمة في أصول الدين والثاني في المسائل التي خالف فيها إجماع الأمة في الفروع وقد طبع الجزء الأول والثاني قيد الطبع.
- شرح الصفات الثلاث عشرة الواجبة لله، طبع.
- العقيدة المنجية وهي رسالة صغيرة أملاها في مجلس واحد، طبع.
- التحذير الشرعي الواجب، طبع.
- رسالة في بطلان دعوى أولية النور المحمدي، طبع.
- رسالة في الرد على قول البعض إن الرسول يعلم كل شيء يعلمه الله، طبع.
- الغارة الإيمانية في الرد على مفاسد التحريرية، طبع.
- الدرة البهية في حل ألفاظ العقيدة الطحاوية، طبع.
- صفوة الكلام في صفة الكلام، طبع.
- رسالة في تنزه كلام الله عن الحرف والصوت واللغة، مخطوط.
- التعاون على النهي عن المنكر، طبع.
- قواعد مهمة، طبع.

### علم الحديث وتعلقاته
- شرح ألفية السيوطي في مصطلح الحديث، مخطوط.
- التعقب الحثيث على من طعن فيما صح من الحديث، طبع. رد فيه على الألباني وفند أقواله بالأدلة الحديثية الباهرة حتى قال عنه محدث الديار المغربية الشيخ عبد الله بن الصديق الغماري «وهو رد جيد متقن».
- نصرة التعقب الحثيث على من طعن فيما صح من الحديث، طبع.
- الروائح الزكية في مولد خير البرية، طبع.
- شرح البيقونية في المصطلح، مخطوط.
- رسالة في حد الحافظ، مخطوط. وهي رسالة أملاها في مجلس واحد.
- جزء في أحاديث نص الحفاظ على صحتها وحسنها، مخطوط.
- أسانيد الكتب السبعة في الحديث الشريف، طبع.
- الأربعون الهررية، وهو أربعون حديثا من أربعين كتابا من كتب الحديث مشروحة، مخطوط.

### الفقه وتعلقاته
- مختصر عبد الله الهرري الكافل بعلم الدين الضروري على مذهب الإمام الشافعي، طبع.
- بغية الطالب لمعرفة العلم الديني الواجب، طبع.
- شرح ألفية الزبد في الفقه الشافعي، مخطوط.
- شرح متن أبي شجاع في الفقه الشافعي، مخطوط.
- شرح متن العشماوية في الفقه المالكي، مخطوط.
- شرح التنبيه للإمام الشيرازي في الفقه الشافعي، لم يكمل.
- شرح منهج الطلاب للشيخ زكريا الأنصاري في الفقه الشافعي، لم يكمل.
- شرح كتاب سلّم التوفيق إلى محبة الله على التحقيق للشيخ عبد الله باعلوي، مخطوط.
- مختصر عبد الله الهرري الكافل بعلم الدين الدين الضروري على مذهب الإمام مالك، طبع.
- مختصر عبد الله الهرري الكافل بعلم الدين الدين الضروري على مذهب الإمام أبي حنيفة، طبع.

### اللغة العربية
- مخطوطة: شرح منظومة الصبان في العروض.

## وفاته
اشتد عليه المرض فألزمه الفراش بضعة أشهر حتى توفي فجر يوم الثلاثاء الثاني من رمضان عام 1429 هجرية الموافق للثاني من أيلول عام 2008 في منزله في بيروت عن ثمانية وتسعين عاما.
وجرى عصر الثلاثاء تشييعه في بيروت في مأتم حاشد مهيب بحضور حشود كبيرة من طلابه وأعضاء الهيئة الإدارية في جمعية المشاريع الخيرية الإسلامية تقدمهم رئيس الجمعية حسام قراقيرة وعدد كبير من المشايخ والدعاة ورؤساء جمعيات إسلامية وصوفية وهيئات ومؤسسات خيرية واجتماعية وتربوية، وممثلين عن جمعيات عائلية وشبابية وكشفية ونسائية، وأعضاء مجالس بلدية ومخاتير ووفود شعبية وشخصيات من مختلف مناطق بيروت وجميع المحافظات اللبنانية. وقد نقل جثمانه من منزله إلى مسجد برج أبي حيدر بعد صلاة الظهر حيث تجمّعت الحشود في الشارع الرئيس والشوارع المحيطة بالمسجد، وامتلأ المسجد بالحشود والوفود التي تقاطرت من جميع المناطق لإلقاء نظرة الوداع على الشيخ. واستمر الأمر على هذا الحال إلى أن جاء وقت صلاة العصر حيث أمّ رئيس جمعية المشاريع الخيرية الإسلامية حسام قراقيرة المصلين في صلاة الجنازة على الشيخ الهرري. بعد ذلك نقل جثمانه إلى عقار مجاور للمسجد حيث ووري الثرى على حسب الشريعة الإسلامية. وقد أمّ مركز جمعية المشاريع الخيرية الإسلامية في بيروت آلاف المعزين بوفاة الشيخ عبد الله الهرري من بينهم ممثل رئيس الجمهورية اللبنانية، ممثل رئيس مجلس النواب اللبناني، ممثلو الكتل النيابية في مجلس النواب اللبناني، ممثل جامعة الدول العربية، وفد دار الفتوى في لبنان، روؤساء حكومة سابقون، عدد كبير من الوزراء والنواب الحالين والسابقين، ممثل قائد الجيش اللبناني، عدد من سفراء الدول العربية والدول الإسلامية في لبنان، شخصيات قضائية وعسكرية وتربوية واجتماعية وإعلامية ونقابية، رؤساء جمعيات إسلامية وخيرية واجتماعية، أحزاب لبنانية وفصائل فلسطينية، ورؤساء وأعضاء مجالس بلدية، وحشد كبير من المشايخ والدعاة والعاملين في حقل الدعوة الإسلامية.
- وقد تلقّى رئيس الجمعية الشيخ حسام قراقيرة برقيات تعزية، واتصالات هاتفية من رئيس مجلس الوزراء في لبنان، رئيس مجلس النواب في لبنان، والعديد من الشخصيات في لبنان والخارج.[4]
- وفي قاعة المشاريع الكبرى في مركز الجمعية في طرابلس استقبل رئيس فرع الجمعية طه ناجي وأعضاء الهيئة الإدارية وفود المُعزّين. - وفي مركز الجمعية في بلدة الروضة في البقاع استقبل رئيس فرع الجمعية أسامة السيد وأعضاء الهيئة الإدارية وفود المعزين كما أمّ المعزون مركز الجمعية في بعلبك.[4]
- في مركز الجمعية في مدينة صيدا استقبل رئيس فرع الجمعية الشيخ خالد حنينة وعدنان طرابلسي وأعضاء الهيئة الإدارية وفود المُعزّين.[4]
- وفي إقليم الخروب - جبل لبنان توافد المعزون إلى قاعة مسجد بلدة بعاصير، وقاعة مركز عمر بن الخطاب الإسلامي – مسجد الفاروق في بلدة شحيم.[4]
- وقد تقدم المعزّون الذين أمّوا مراكز الجمعية مشايخ ودعاة وشخصيات سياسية وحزبية وقضائية واجتماعية وتربوبة ونقابية وإعلامية فضلا عن الحشود الشعبية التي جاءت لتقديم التعزية برحيل الشيخ الهرري.[4]
- وفي دمشق العاصمة السورية أقام أنسباء ومريدو وأحباب الهرري مجلس عزاء في صالة الأكرم حيث حضرت وفود المُعزّين من مشايخ وشخصيات ومعارف الشيخ خلال فترة إقامته في سوريا ما قبل خمسينيات القرن الماضي. وتخلل الاستقبال كلمات تأبين للفقيد الراحل حيث أبَّنه كل من: وزير الأوقاف الدكتور محمد الخطيب، الدكتور عبد اللطيف فرفور، النائب الدكتور محمد حبش، الشيخ أسامة عبد الكريم الرفاعي، الشيخ محمد إبراهيم اليعقوبي، الشيخ عبد الجليل العطا، الشيخ جميل حليم، الشيخ أسامة السيد.
- وفي مدينة حمص السورية أُقيمت صلاة الجنازة في مسجد سيدنا خالد بن الوليد ومجلس عزاء بمشاركة عدد من المشايخ والشخصيات.[4]
- هذا وقد أُقيمت صلاة الغائب ومجالس العزاء على الشيخ الهرري في عدد كبير من المساجد والمصليات والمراكز الإسلامية في البلاد العربية وأوروبا وآسيا وأستراليا والولايات المتحدة الأميركية وكندا شارك فيها مريدو وطلاب الشيخ وأعضاء الجاليات العربية والإسلامية.[4]

## وصلات خارجية
- الموقع الرسمي للشيخ عبد الله الهرري.
- الموقع الرسمي لجمعية المشاريع الخيرية الإسلامية.